# معيارية مغايرة
معيارية المغايرة (بالإنجليزية: Heteronormativity)‏ هو اعتقاد يجعل من التوجه المغاير معيارا أساسيا، وطبقا لهذ الاعتقاد فإن الناس تقع بشكل متميز ومتكامل في صورة أحد الجنسين، إما رجل أو امرأة، وما يلازم ذلك من الأدوار الطبيعية في الحياة.
يفترض هذا الاعتقاد أن المغايرة الجنسية هي التوجه الجنسي والمعيار الحصري، ولذا فإن العلاقات الجنسية والزوجية تكون أنسب (أو تكون هي الوحيدة المناسبة) إذا كانت بين فردين من جنسين مختلفين، ونتيجة لذلك فإن الرأي المتبني معيارية المغايرة يري توافقاً بين الجنس البيولوجي، والنوع الاجتماعي والهوية الجنسية والأدوار الجندرية، وعادة ما يصاحب معيارية المغايرة رهاب المثلية.

## أصل المصطلح
نشر مايكل وارنر المصطلح في عام 1991 في أحد أولى الأعمال الرئيسية لنظرية أحرار الجنس. تكمن جذور المفهوم في فكرة غايل روبن عن (الجنس والمنظومة الجنسية) وفكرة أدريان ريتش عن المغايرة الجنسية الإجبارية.
يدعو صموئيل تشيمبرز في سلسلة من المقالات إلى فهم معيارية المغايرة كمفهوم يكشف التوقعات والطلبات والقيود التي تنتج عندما يتم اعتبار مغايرة الجنس معيارًا أساسيًا في المجتمع.

## التمييز
يقول منتقدو مجال معيارية المغايرة مثل كاثي كوهين ومايكل وارنر ولورين بيرلانت بأنهم يتعرضون للظلم والتهميش بسبب انحيازهم للأشكال المختلفة في ممارسة الجنس. ويجعل ذك التعبير الذاتي أكثر صعوبة عندما لا يتوافق هذا التعبير مع المعايير. يصف مصطلح معيارية المغايرة كيف تعزز المؤسسات والسياسات الاجتماعية الافتراض القائل بأن الأشخاص متغايرين جنسيًا وأن نوع الجنس وممارسته هي ثنائيات طبيعية. تُصنَّف ثقافة معيارية المغايرة الجنسية كأمر طبيعي وأساسي وتعزز مناخًا يتعرض فيه الأفراد المثليّون والمتحولون جنسيًا إلى التحيز ضدهم في الزواج وقوانين الضرائب والعمالة.[بحاجة لرقم الصفحة]

## معارضة المثليين من الجنسين وثنائيي الجنس والمتحولين جنسيًا
وفقًا لعالم الأنثروبولوجيا الثقافية غايل روبين فإن معيارية المغايرة في المجتمع السائد تخلق (تدرج جنسي هرمي) يقوم بتصنيف الممارسات الجنسية اخلاقيًا من (الجنس الجيد) إلى (الجنس السيئ). يصنف التسلسل الهرمي الجنس التزاوجي بين المغايرين الملتزمين ك (جيد) ويصنف أي أعمال جنسية أو أفراد لا تلتزم بهذا النوع بـ (الجنس السيئ). ويضح هذا بالتحديد الأزواج المثليين من الجنسين الملتزمين على المدى الطويل بين التصنيفين السابقين. يرى باتريك ماكريري الأستاذ المحاضر في جامعة نيويورك أن هذا التسلسل الهرمي يفسر جزئيًا وصف المثليين جنسيًا بأن ممارستهم الجنسية (منحرفة) من قبل الأشخاص المستقيمين المغايرين جنسيًا، تجري العديد من الدراسات حول التمييز الجنسي في الجامعات.
وذكر ماكريري أن هذا التسلسل الهرمي القائم على معيارية المغايرة انتقل إلى مكان العمل حيث يواجه الأفراد المثليون من ذكور وإناث ومزدوجو الجنس تحيزات ضدهم مثل: سياسات التوظيف الرافضة للمثلية الجنسية أو التمييز في مكان العمل الذي غالبًا ما يُصنِّف هؤلاء الأفراد في أدنى التسلسل الهرمي، ويكون الأشخاص المتحولون جنسيًا عرضة للتمييز بشكل علني ويكونون غير قادرين على إيجاد فرصة عمل.
يمكن رفض المرشحين للوظائف أو فصل الموظفين الحاليين لكونهم غير مغايرين جنسيًا أو بسبب اعتبارهم كذلك في العديد من البلدان مثل حالة سلسلة مطاعم (كراكر باريل) التي حظيت بالاهتمام الوطني في عام 1991 بعد أن قاموا بإقالة موظفة لكونها مثلية بشكل صريح وقالوا أنَّ الموظفين ذوي: «الاهتمامات الجنسية التي لا تتفق مع القيم الطبيعية للمغايرين جنسيًا لا تتوافق مع القيم الأمريكية التقليدية». تم فصل العمال مثل الموظفة المثلية المفصولة والنوادل الذكور المخنثين بشكل قانوني بموجب سياسات العمل بسبب: خرق الثقافة الطبيعية المغايرة جنسيًا.
يتتبع مصطفى بيلجهان أوزتورك من خلال تحليل العلاقة بين المغايرة الجنسية والتمييز الجنسي في التوظيف أثر الممارسات والمؤسسات الأبوية على خبرات العمل لمثليي وثنائيي الجنس في مجموعة متنوعة من المجالات في تركيا.

## العلاقة مع الزواج والأسرة النواة
تختلف الهياكل الأسرية الحديثة في الماضي والحاضر عمّا كان معتادًا في الأسرة النواة في الخمسينات. تميزت عائلات النصف الثاني من القرن التاسع عشر وأوائل القرن العشرين في الولايات المتحدة بوفاة أحد الأبوين أو كليهما لكثير من الأطفال الأمريكيين. أشارت التقديرات في عام 1985 إلى أن الولايات المتحدة كانت تحوي ما يقارب 2.5 مليون الأسر ما بعد الطلاق، وأسر ربائب كانت تحتوي على أطفال. خلال أواخر الثمانينيات كان ما يقارب من 20٪ من الأسر التي لديها أطفال يديرها زوجان كان لهما أولاد من زواج سابق.
ارتفعت معدلات الطلاق والأب الوحيد والمساكنة بشكل كبير على مدى العقود الثلاثة الماضية. وتشكل العائلات غير التقليدية (التي تختلف عن العائلات من الطبقة المتوسطة ذات الأب الذي يؤمّن الطعام والأم التي تبقى في المنزل المتزوجون رسميًا الذين يقومون بتربية أطفالهم البيولوجيين) غالبية العائلات في الولايات المتحدة اليوم. أصبح الزواج المشترك في تحقيق الدخل والمسؤولية نحو الأطفال (المعروف أيضًا باسم زواج الأقران) الذي يتكوّن من اثنين من الآباء المختلفين جنسيًا أكثر شعبية. قد توجد من بين العائلات الحديثة عائلات ذات والد واحد بسبب الطلاق أو الانفصال أو الوفاة، أو عائلات لديها والدان غير متزوجين ولكن لديهما أطفال، أو عائلات مع أبوين من نفس الجنس. فمع التلقيح الاصطناعي والأم البديلة والتبني لا ينبغي أن تتشكل الأسر حصرًا من الاتحاد البيولوجي المغاير بين الذكور والإناث.
تتم مناقشة عواقب هذه التغييرات للكبار والأطفال المعنيين بشكل كبير. قال عالم النفس التنموي مايكل لامب في قضية فوائد الزواج في ماساتشوستس عام 2009 أن الميول الجنسية للوالدين لا تؤثر سلبًا على تربية الأطفال. وقال: «ثبت بشكل قاطع منذ نهاية الثمانينيات أن الأطفال والمراهقين يمكنهم التكيف مع الأوضاع غير التقليدية كما هو الحال مع الأوضاع التقليدية». ومع ذلك ذكرت الكاتبة ماجي غالاغر بأن الهياكل الاجتماعية المغايرة جنسيًا تعود بالفائدة على المجتمع لأنها مثالية لتربية الأطفال. وتقول عالمة الأخلاق الكندية الأسترالية مارغريت سومرفيل أنّ: «منح الأزواج من نفس الجنس الحق في تأسيس أسرة يعارض الأبوية المثالية من الناحية البيولوجية».
توجد مجموعة فرعية من معيارية المغايرة تشكل مفهوم مؤقت لها. تنص هذه الأيديولوجية على أن الهدف الأسمى للحياة هو الزواج بين الجنسين. تدفع العوامل الاجتماعية البالغين للبحث عن شريك من الجنس الآخر والانخراط في زواج مغاير الجنس بهدف إنجاب الأطفال من خلال بناء الأسرة التقليدية. تعزز معيارية المغايرة المؤقتة فكرة الامتناع عن ممارسة الجنس حتى الزواج. يلتزم العديد من الآباء والأمهات الأمريكيين بهذه الأفكار ويقومون بتربية أطفالهم وفقًا لذلك. ووفقًا لأمي شاليت يبدو أنَّ الجزء الأكبر من التربية الجنسية من قبل الاهل في الولايات المتحدة تدور حول الامتناع عن ممارسة الجنس، ولكن هذا يختلف في أجزاء أخرى من العالم. وتناقش أستاذة جامعة جورج واشنطن آبي ويلكرسون الطرق التي تعزز بها الرعاية الصحية والصناعات الطبية وجهات نظر الزواج المغاير بين الجنسين من أجل تعزيز طابع معيارية المغايرة المؤقتة. ويمتد مفهوم معيارية المغايرة المؤقتة إلى ما هو أبعد من الزواج المغاير من الجنس الآخر ليشمل نظامًا شائعًا حيث يُنظر إلى الجنس المغاير كمعيار أساسي ولا يُسمح بأي ممارسة مختلفة عن هذا المعيار. يشرح ويلكرسون أن الزواج المغاير يكرّس مختلف جوانب الحياة اليومية مثل الصحة الغذائية والحالة الاجتماعية والاقتصادية والمعتقدات الشخصية والأدوار التقليدية للجنسين.

## الحالات المخالفة

### الأشخاص ثنائيو الجنس
يملك الأشخاص ثنائيو الجنس خصائص بيولوجية غامضة إمّا ذكرا أو أنثى. وإذا تم الكشف عن مثل هذه الحالة يتم إعطاء هؤلاء الأشخاص جنس معياري بعد الولادة بوقت قصير. غالبًا ما تجرى عملية جراحية (تشمل تعديل الأعضاء التناسلية) في محاولة إنتاج جسم ذكر أو أنثى كامل بأخذ موافقة الوالدين (بدلًا من موافقة الفرد). ثم يتم تربية الطفل وتثقيفه باعتباره مغاير جنسيًا بالنسبة للجنس الذي حدد له والذي قد لا يتطابق مع هويته الجنسية طوال حياته أو مع بعض الخصائص الجنسية المتبقية (على سبيل المثال: الكروموزومات أو الجينات أو الأعضاء الجنسية الداخلية).

### المتحولين جنسيًا
يعاني الأشخاص المتحولين جنسيًا من عدم التطابق بين هويتهم الجنسية وبين الجنس الذي تحولوا إليه. المتحولون جنسيًا مصطلح شامل لأنه بالإضافة إلى تضمين الرجال والنساء المتحولون الذين تكون هويتهم الجنسية عكس الجنس المحدد لهم (والذين يُشار إليهم في بعض الأحيان بمصطلح متحول جنسيًا إذا كانوا يرغبون في المساعدة الطبية لتحقيق هذا التغيير) فهو يشمل الأشخاص الأحرار جنسيًا (الذين لا يصنّفون كذكور أو إناث بالتحديد). يتضمن المفهوم أيضًا الأشخاص من النوع الجنسي الثالث وعادة ما يتم تعريف المصطلح على نطاق واسع ليشمل شهوة الملابس المغايرة.
يسعى بعض الأشخاص المتحوّلين جنسيًا إلى علاج تغيير الجنس، وقد لا يتصرّفون وفقًا للدور الذي يفرضه المجتمع عليهم حسب نوع جنسهم. تعتبر بعض المجتمعات أنَّ سلوك المتحولين جنسيًا جريمة تستحق عقوبة الإعدام بما في ذلك المملكة العربية السعودية والعديد من الدول الأخرى. اضطر الأشخاص المثليين جنسيًا بعض الحالات إلى الخضوع إلى علاجات تغيير الجنس لإصلاح جنسهم: حصل ذلك في بعض البلدان الأوروبية خلال القرن العشرين وفي جنوب إفريقيا في السبعينيات والثمانينيات من القرن العشرين.
في بعض البلدان مثل دول أمريكا الشمالية والدول الأوروبية قد يتم تنفيذ بعض أشكال العنف ضد المتحوّلين جنسيًا بشكل ضمني عندما يرفض المدعون العامّون التحقيق في أو محاكمة أو إدانة الأشخاص الذين يقومون بأعمال القتل والتعدي. نظرت مجتمعات أخرى في سلوك المتحوّلين جنسيًا كمرض نفسي خطير لتبرير التدخلات القانونية أو المجتمعية فيه.